# Pierre Ignace Parrocel
Pierre Ignace Parrocel (* 26. März 1702 in Avignon; † 1775 in Rom) war ein französischer Kupferstecher und Maler.

## Leben
Als ältester Sohn von Pierre und Marie Magdeleine de Palasse gehörte er der Künstlerdynastie Parrocel an, der im 17. und 18. Jahrhundert bedeutende Maler angehörten.
Um 1717 nahm ihn sein Vater als kleinen Jungen mit nach Rom, wo er zusammen mit seinem Bruder Joseph François und seinem Cousin Étienne in der Kunst der Malerei unterrichtet wurde. Später zog er nach Neapel, wo er Graveur des Königs von Neapel wurde.
Er stach eine Serie von fünfunddreißig Werken, darunter der Triumph des Mordechai, ein großer Druck von J. De Troy, der fälschlicherweise Étienne zugeschrieben wird. In den Jahren 1740 und 1744 führte er in Rom eine Reihe von Stichen aus, die einige Heilige von Bernini darstellen, sowie mehrere Serien mit Statuen, ebenfalls von Bernini. Im Jahr 1739 stach er einen großen Druck für ein Feuerwerk anlässlich der Feierlichkeiten, zur Schwangerschaft der Königin der beiden Sizilien, in Neapel und 1740 einen Druck, der eine Allegorie mit dem Titel Felicitas publica des Architekten Michelangelo Specchi darstellte, die ebenfalls anlässlich eines Feuerwerks in Neapel oder in Rom im Auftrag des Botschafters des Königreichs Neapel in Auftrag gegeben wurde.
In der Bibliothek des Museums von Lyon befindet sich ein Stich, der einen gekrönten Löwen darstellt, der von Kindern mit Blumen umgeben ist, und auf dem „J.P.Parrocel 1770“ vermerkt ist.
Er signierte seine Werke mit Pierre oder Pietro Parrocel und seltener mit J.P.Parrocel oder J.P.P., was zu fehlerhaften oder zweifelhaften Zuschreibungen einiger Werke führte.
Laut Étienne war Pierre Ignace ausschließlich Kupferstecher, während er in anderen Texten wie Monteverdi und Milesi als Maler und Kupferstecher erwähnt wird, während De Baudicour darauf hinweist, dass es keine Daten über seine Tätigkeit als Maler gibt.

## Werke
- Triumph des Mordechai, von J. De Troy, 752 × 388 mm, Radierung
- Kupferstiche, die einige Heilige darstellen, von Bernini, 1740–1744. Radierung
- Statuen: die Malerei, der Überfluss, Minerva, der heilige Joseph, die heilige Helena, zwei Männer, ein Heiliger, zwei Märtyrer, ein Mann und eine Frau, ein junger Märtyrer und ein alter Mann, .., von Bernini, Radierung[4]
- Allegorie für das Feuerwerk in Neapel, Felicitas publica, 441 × 337 mm, 1739, Radierung
- Allegorie für das Feuerwerk in Neapel, 433 × 373 mm, 1740, Radierung
- Chinea-Fest mit der Allegorie der Vorsehung, 28. Juni 1738, Kupferstich[7]
- Chinea-Fest mit Jupiter und Juno Lucina, 9. September 1740, Radierung[7]
- Triumpf des Bacchus und Ariadne, von Subleyras, Radierung, die ebenfalls seinem Vater Pierre zugeschrieben wird[3]
- Blick auf den Bau von Straßen im Kirchenstaat, 285 × 195 mm, Kupferstich[4]
- Dorffest auf dem Lande bei Rom, 372 × 173 mm, Kupferstich, 1739, Roma[4]
- Ochsen, 106 × 72 mm, Kupferstich[4]
- Von Kindern gekrönter und mit Blumen umgebener Löwe, 1770, Radierung